# Spoorlijn Braunschweig-Rühme - Braunschweig Hafen
De spoorlijn Braunschweig-Rühme - Braunschweig Hafen is een Duitse spoorlijn in Nedersaksen en is als spoorlijn 1725 onder beheer van DB Netze. 

## Geschiedenis
Het traject werd door de Deutsche Reichsbahn geopend in 1933 ten behoeve van de nieuw aangelegde haven van Braunschweig aan het Mittellandkanal.  

## Treindiensten
De lijn is alleen in gebruik voor goederenvervoer.

## Aansluitingen
In de volgende plaats is er een aansluiting op de volgende spoorlijn:
Braunschweig-Rühme
DB 1722, spoorlijn tussen Celle en Braunschweig